# هاميش بيكوك
هاميش بيكوك (بالإنجليزية: Hamish Peacock) هو رامي الرمح ‏ أسترالي، ولد في 15 أكتوبر 1990 في هوبارت في أستراليا.

## وصلات خارجية
- هاميش بيكوك على موقع الاتحاد الدولي لألعاب القوى (الإنجليزية)
- هاميش بيكوك على موقع النتائج التاريخية لألعاب القوى الأسترالية (الإنجليزية)
- هاميش بيكوك على موقع الدوري الماسي (الإنجليزية)
- هاميش بيكوك على موقع اللجنة الأولمبية الدولية (الإنجليزية)
- هاميش بيكوك على موقع أوليمبيديا (الإنجليزية)
- هاميش بيكوك على موقع اللجنة الأولمبية الأسترالية (الإنجليزية)
- هاميش بيكوك على موقع اتحاد ألعاب الكومنولث (مؤرشف) (الإنجليزية)